# Limotettix truncatus
Limotettix truncatus är en insektsart som beskrevs av Sleesman 1929. Limotettix truncatus ingår i släktet Limotettix och familjen dvärgstritar. Inga underarter finns listade i Catalogue of Life.